# CONCACAF-kampioenschap voetbal onder 17 - 2011
Het CONCACAF-kampioenschap voetbal onder 17 van 2011 was de 15e editie van het CONCACAF-kampioenschap voetbal onder 17, een toernooi voor nationale ploegen van landen uit  Noord- en Midden-Amerika. De spelers die deelnemen zijn onder de 17 jaar. Er namen twaalf landen deel aan dit toernooi dat van 14 februari tot en met 27 februari Jamaica werd gespeeld. Verenigde Staten werd winnaar van het toernooi. In de finale werd Canada met 3–0 verslagen.
Het toernooi bepaalde tevens welke vier landen zich kwalificeren voor het Wereldkampioenschap voetbal onder 17 van 2011 in Mexico. De vier beste landen van dit toernooi kwalificeerden zich, dat waren Verenigde Staten, Canada, Panama en Jamaica.

## Gekwalificeerde landen
| Team               | Kwalificatie              | Aantal deelnames |
| ------------------ | ------------------------- | ---------------- |
| Jamaica            | gastland                  | 10e              |
| Canada             | Automatisch               | 13e              |
| Verenigde Staten   | Automatisch               | 14e              |
| Barbados           | Caraïbische zone          | 1e               |
| Trinidad en Tobago | Caraïbische zone          | 11e              |
| Cuba               | Caraïbische zone          | 7e               |
| Haïti              | Caraïbische zone          | 4e               |
| Costa Rica         | Centraal-Amerikaanse zone | 12e              |
| El Salvador        | Centraal-Amerikaanse zone | 13e              |
| Honduras           | Centraal-Amerikaanse zone | 14e              |
| Panama             | Centraal-Amerikaanse zone | 5e               |
| Guatemala          | Centraal-Amerikaanse zone | 8e               |

## Speelsteden
Het toernooi werd in twee steden afgewerkt.
| Montego Bay                     | Montego Bay                              |
| ------------------------------- | ---------------------------------------- |
| Jarrett Park Capaciteit: 25.000 | Catherine Hall Stadium Capaciteit: 8.000 |
| · Montego Bay                   |                                          |

## Groepsfase

#### Groep A
| Pos. | Team        | Pld | G | G | V | DV | DT | DS | Pnt |
| ---- | ----------- | --- | - | - | - | -- | -- | -- | --- |
| 1    | Costa Rica  | 2   | 2 | 0 | 0 | 6  | 3  | +3 | 6   |
| 2    | El Salvador | 2   | 1 | 0 | 1 | 5  | 3  | +2 | 3   |
| 3    | Haïti       | 2   | 0 | 0 | 2 | 1  | 6  | −5 | 0   |

|                        |            |     |                               |                                                      |
| 14 februari 2011 12:30 | Haïti      | 1–3 | Costa Rica                    | Catherine Hall Stadium, Montego Bay Toeschouwers: 20 |
| 14 februari 2011 12:30 | Cherry 24' |     | Quiros 23' Leiva 44' Ruiz 47' | Catherine Hall Stadium, Montego Bay Toeschouwers: 20 |

|                        |             |       |       |                           |
| 16 februari 2011 12:30 | El Salvador | 3–0 1 | Haïti | Jarrett Park, Montego Bay |
| 16 februari 2011 12:30 |             |       |       | Jarrett Park, Montego Bay |

|                        |                      |         |                       |                                                                 |
| 18 februari 2011 12:30 | Costa Rica           | 3–2     | El Salvador           | Jarrett Park, Montego Bay Scheidsrechter: Kenville Holder (CAY) |
| 18 februari 2011 12:30 | Ruiz 16', 45+2', 73' | Verslag | Iraheta 32' Mejia 47' | Jarrett Park, Montego Bay Scheidsrechter: Kenville Holder (CAY) |

1 reglementair met 3-0 verloren omdat Haïti geen team meer kon opstellen doordat spelers ziek werden.

#### Groep B
| Pos. | Team             | Pld | G | G | V | DV | DT | DS | Pnt |
| ---- | ---------------- | --- | - | - | - | -- | -- | -- | --- |
| 1    | Verenigde Staten | 2   | 2 | 0 | 0 | 4  | 1  | +3 | 6   |
| 2    | Panama           | 2   | 0 | 1 | 1 | 0  | 1  | −1 | 1   |
| 3    | Cuba             | 2   | 0 | 1 | 1 | 1  | 3  | −2 | 1   |

|                        |           |         |                                     |                                                                                               |
| 14 februari 2011 15:00 | Cuba      | 1–3     | Verenigde Staten                    | Catherine Hall Stadium, Montego Bay Toeschouwers: 548 Scheidsrechter: Enrico Wijngaarde (SUR) |
| 14 februari 2011 15:00 | Lopez 68' | Verslag | Koroma 27' Oliver 46' Rodriguez 50' | Catherine Hall Stadium, Montego Bay Toeschouwers: 548 Scheidsrechter: Enrico Wijngaarde (SUR) |

|                        |         |     |      |                                                                             |
| 16 februari 2011 15:00 | Panama  | 0–0 | Cuba | Jarrett Park, Montego Bay Toeschouwers: 261 Scheidsrechter: Paul Ward (CAM) |
| 16 februari 2011 15:00 | Verslag |     |      | Jarrett Park, Montego Bay Toeschouwers: 261 Scheidsrechter: Paul Ward (CAM) |

|                        |                  |         |        |                                                                                     |
| 18 februari 2011 15:00 | Verenigde Staten | 1–0     | Panama | Jarrett Park, Montego Bay Toeschouwers: 290 Scheidsrechter: Enrico Winjgaarde (SUR) |
| 18 februari 2011 15:00 | Oliver 50'       | Verslag |        | Jarrett Park, Montego Bay Toeschouwers: 290 Scheidsrechter: Enrico Winjgaarde (SUR) |

#### Groep C
| Pos. | Team               | Pld | G | G | V | DV | DT | DS | Pnt |
| ---- | ------------------ | --- | - | - | - | -- | -- | -- | --- |
| 1    | Jamaica            | 2   | 1 | 1 | 0 | 3  | 2  | +1 | 4   |
| 2    | Trinidad en Tobago | 2   | 1 | 1 | 0 | 3  | 2  | +1 | 4   |
| 3    | Guatemala          | 2   | 0 | 0 | 2 | 0  | 2  | −2 | 0   |

- CONCACAF moest loten om te bepalen wie groepswinnaar werd. Die loting werd gewonnen door Jamaica.

|                        |                      |         |                    | |
| 15 februari 2011 15:00 | Jamaica              | 2–2     | Trinidad en Tobago | Catherine Hall Stadium, Montego Bay Toeschouwers: 4.400 Scheidsrechter: Ricardo Arellano Nieves (MEX) |
| 15 februari 2011 15:00 | Wright 41' Lewis 77' | Verslag | Henry 56', 63'     | Catherine Hall Stadium, Montego Bay Toeschouwers: 4.400 Scheidsrechter: Ricardo Arellano Nieves (MEX) |

|                        |           |         |                    |                                                                                 |
| 17 februari 2011 15:00 | Guatemala | 0–1     | Trinidad en Tobago | Jarrett Park, Montego Bay Toeschouwers: 600 Scheidsrechter: Trevor Taylor (BAR) |
| 17 februari 2011 15:00 |           | Verslag | Noel 90'           | Jarrett Park, Montego Bay Toeschouwers: 600 Scheidsrechter: Trevor Taylor (BAR) |

|                        |            |         |           |                                                         |
| 19 februari 2011 15:00 | Jamaica    | 1–0     | Guatemala | Catherine Hall Stadium, Montego Bay Toeschouwers: 6.563 |
| 19 februari 2011 15:00 | Wright 45' | Verslag |           | Catherine Hall Stadium, Montego Bay Toeschouwers: 6.563 |

#### Groep D
| Pos. | Team     | Pld | G | G | V | DV | DT | DS | Pnt |
| ---- | -------- | --- | - | - | - | -- | -- | -- | --- |
| 1    | Canada   | 2   | 1 | 1 | 0 | 8  | 0  | +8 | 4   |
| 2    | Honduras | 2   | 1 | 1 | 0 | 2  | 1  | +1 | 4   |
| 3    | Barbados | 2   | 0 | 0 | 2 | 1  | 10 | −9 | 0   |

|                        |             |         |                          |                                                                                                  |
| 15 februari 2011 12:30 | Barbados    | 1 – 2   | Honduras                 | Catherine Hall Stadium, Montego Bay Toeschouwers: 4.400 Scheidsrechter: Hugo Alvarado Cruz (CRC) |
| 15 februari 2011 12:30 | Prescod 15' | Verslag | Rochez 62' Velasquez 90' | Catherine Hall Stadium, Montego Bay Toeschouwers: 4.400 Scheidsrechter: Hugo Alvarado Cruz (CRC) |

|                        |                                                                      |         |          |                                                                                |
| 17 februari 2011 12:30 | Canada                                                               | 8 – 0   | Barbados | Jarrett Park, Montego Bay Toeschouwers: 400 Scheidsrechter: Jafeth Perea (PAN) |
| 17 februari 2011 12:30 | Petrasso 12', 29', 56' Jalali 14' Nanco 23' Aleman 33', 47' Cain 73' | Verslag |          | Jarrett Park, Montego Bay Toeschouwers: 400 Scheidsrechter: Jafeth Perea (PAN) |

|                        |          |     |        |                                                                                               |
| 19 februari 2011 12:30 | Honduras | 0–0 | Canada | Catherine Hall Stadium, Montego Bay Toeschouwers: 1.500 Scheidsrechter: Valdin Legister (JAM) |
| 19 februari 2011 12:30 | Verslag  |     |        | Catherine Hall Stadium, Montego Bay Toeschouwers: 1.500 Scheidsrechter: Valdin Legister (JAM) |

## Knock-outfase
|  | kwartfinale               | kwartfinale               |                           |   | halve finale              | halve finale              |   |  | finale | finale |
|  |                           |                           |                           |   |                           |                           |   |  |        |        |
|  | 22 februari — Montego Bay |                           |                           |   |                           |                           |   |  |        |        |
|  |                           |                           |                           |   |                           |                           |   |  |        |        |
|  | Costa Rica                | 0                         |                           |   |                           |                           |   |  |        |        |
|  | Costa Rica                | 0                         | 25 februari — Montego Bay |   |                           |                           |   |  |        |        |
|  | Panama                    | 1                         |                           |   |                           |                           |   |  |        |        |
|  | Panama                    | 1                         | Panama                    | 0 |                           |                           |   |  |        |        |
|  | 23 februari — Montego Bay |                           | Panama                    | 0 |                           |                           |   |  |        |        |
|  |                           | Canada                    | 1                         |   |                           |                           |   |  |        |        |
|  | Canada                    | Canada                    | 1                         | 2 |                           |                           |   |  |        |        |
|  | Canada                    |                           | 27 februari — Montego Bay | 2 |                           |                           |   |  |        |        |
|  | Trinidad en Tobago        | 0                         |                           |   |                           |                           |   |  |        |        |
|  | Trinidad en Tobago        | 0                         | Canada                    | 0 |                           |                           |   |  |        |        |
|  | 22 februari — Montego Bay |                           | Canada                    | 0 |                           |                           |   |  |        |        |
|  |                           | Verenigde Staten          | 3                         |   |                           |                           |   |  |        |        |
|  | Verenigde Staten          | Verenigde Staten          | 3                         | 3 |                           |                           |   |  |        |        |
|  | Verenigde Staten          | 25 februari — Montego Bay |                           | 3 |                           |                           |   |  |        |        |
|  | El Salvador               | 2                         |                           |   |                           |                           |   |  |        |        |
|  | El Salvador               | 2                         | Verenigde Staten          | 2 | derde plaats              | derde plaats              |   |  |        |        |
|  | 23 februari — Montego Bay |                           | Verenigde Staten          | 2 | derde plaats              | derde plaats              |   |  |        |        |
|  |                           | Jamaica                   | 0                         |   | 27 februari — Montego Bay | 27 februari — Montego Bay |   |  |        |        |
|  | Jamaica                   | Jamaica                   | 0                         | 2 | 27 februari — Montego Bay | 27 februari — Montego Bay |   |  |        |        |
|  | Jamaica                   |                           |                           |   |                           | Panama                    | 1 |  |        |        |
|  | Honduras                  | 1                         |                           |   |                           | Panama                    | 1 |  |        |        |
|  | Honduras                  | 1                         | Jamaica                   | 0 |                           |                           |   |  |        |        |
|  |                           |                           | Jamaica                   | 0 |                           |                           |   |  |        |        |

### Kwartfinales
|                        |            |         |              | |
| 22 februari 2011 12:00 | Costa Rica | 0–1     | Panama       | Catherine Hall Stadium, Montego Bay Toeschouwers: 228 Scheidsrechter: Ricardo Arellano Nieves (MEX) |
| 22 februari 2011 12:00 |            | Verslag | Stephens 76' | Catherine Hall Stadium, Montego Bay Toeschouwers: 228 Scheidsrechter: Ricardo Arellano Nieves (MEX) |

|                        |                                       |         |                             |                                                                           |
| 22 februari 2011 15:00 | Verenigde Staten                      | 3 – 2   | El Salvador                 | Catherine Hall Stadium, Montego Bay Scheidsrechter: Valdin Legister (JAM) |
| 22 februari 2011 15:00 | Guido 5' M. Rodriguez 96' Pelosi 111' | Verslag | Pena 9' Iraheta 120' (pen.) | Catherine Hall Stadium, Montego Bay Scheidsrechter: Valdin Legister (JAM) |

|                        |                      |         |                    |                                                                         |
| 23 februari 2011 12:00 | Canada               | 2–0     | Trinidad en Tobago | Catherine Hall Stadium, Montego Bay Scheidsrechter: Elmer Bonilla (SLV) |
| 23 februari 2011 12:00 | Nanco 15' Aleman 20' | Verslag |                    | Catherine Hall Stadium, Montego Bay Scheidsrechter: Elmer Bonilla (SLV) |

|                        |                 |         |            |                                     |
| 23 februari 2011 15:00 | Jamaica         | 2 – 1   | Honduras   | Catherine Hall Stadium, Montego Bay |
| 23 februari 2011 15:00 | Wright 13', 46' | Verslag | Rochez 65' | Catherine Hall Stadium, Montego Bay |

### Halve finales
|                        |        |         |               |                                                                                             |
| 25 februari 2011 15:00 | Panama | 0–1     | Canada        | Catherine Hall Stadium, Montego Bay Toeschouwers: 2.000 Scheidsrechter: Trevor Taylor (BAR) |
| 25 februari 2011 15:00 |        | Verslag | Gasparotto 8' | Catherine Hall Stadium, Montego Bay Toeschouwers: 2.000 Scheidsrechter: Trevor Taylor (BAR) |

|                        |                         |         |         | |
| 25 februari 2011 18:00 | Verenigde Staten        | 2–0     | Jamaica | Catherine Hall Stadium, Montego Bay Toeschouwers: 8.361 Scheidsrechter: Ricardo Arellano Nieves (MEX) |
| 25 februari 2011 18:00 | Pelosi 10' Oliver 90+2' | Verslag |         | Catherine Hall Stadium, Montego Bay Toeschouwers: 8.361 Scheidsrechter: Ricardo Arellano Nieves (MEX) |

### Troostfinale
|                        |            |         |         |                                                         |
| 27 februari 2011 16:00 | Panama     | 1–0     | Jamaica | Catherine Hall Stadium, Montego Bay Toeschouwers: 1.400 |
| 27 februari 2011 16:00 | Browne 36' | Verslag |         | Catherine Hall Stadium, Montego Bay Toeschouwers: 1.400 |

### Finale
|                        |        |            |                                   |                                                                                                 |
| 27 februari 2011 18:00 | Canada | 0–3 (n.v.) | Verenigde Staten                  | Catherine Hall Stadium, Montego Bay Toeschouwers: 1.130 Scheidsrechter: Enrico Winjgaarde (SUR) |
| 27 februari 2011 18:00 |        | Verslag    | Smith 92' Oliver 100' Koroma 120' | Catherine Hall Stadium, Montego Bay Toeschouwers: 1.130 Scheidsrechter: Enrico Winjgaarde (SUR) |